# 곡성 도동묘 안향 영정
곡성 도동묘 안향 영정(谷城 道東廟 安珦 影幀)은 대한민국 전라남도 곡성군 오곡면 오지리, 곡성 도동묘에 소장된 안향(1243∼1306)의 영정이다. 2004년 2월 13일 전라남도의 문화재자료 제244호로 지정되었다.

## 개요
곡성 도동묘에 소장된 안향(1243∼1306)의 영정이다.
안향은 우리나라 최초의 주자학자로 초명은 유(裕), 본관은 순흥(順興), 자는 사온(士蘊), 호는 회헌(晦軒)이다. 1289년 충렬왕을 따라 원나라에 가서 주자를 공부하고 돌아와 주자학 연구에 전념하였으며, 널리 제자를 양성하여 그 이후 우리나라에 유학이 크게 성행하였다.
도동묘 안향 영정은 소수서원에 모셔진 안향 영정(국보 제111호)을 1660년에 이모한 작품이다. 영정 모사를 주관했던 안응창은 영정을 그대로 묘사하지 않고 흠모의 정을 더하여 당대 거유들의 찬문을 덧붙여 후손으로서의 자랑스러운 마음을 덧붙여 표현한 작품이다. 이 영정은 붉은색 옷에 검은 복두를 쓴 모습으로 상반신만 그렸다. 얼굴을 악간 돌려 좌측을 향한 우안 구분면으로 의습의 필치는 유약하고 군데군데 끊긴 흔적이 있다.
영정의 상단에는 여러 사람의 찬문이 덧붙여져 있다. 찬문을 쓴 사람은 김상헌(1570∼1652), 신익성(1588∼1644), 이경석(1595∼1671), 홍서봉(1572∼1645)으로 모두 당대의 대표적인 문인들이다. 이 작품이 제작되었을 때는 대부분 타계한 상태이어서 이 찬문들은 영정을 모사하면서 지은 것이 아니라, 앞서 지은 찬문들을 영정 모사시에 덧붙여 놓은 것으로 추정된다.
곡성 도동묘에 소장된 안향의 영정은 1660년경에 이모된 작품으로 조선시대 후기에 제작된 이모본이지만 초상화로서는 오래되었고, 원작품과 이모본의 비교연구에 있어서 학술적 가치가 있고, 당대 문인들의 찬문을 덧붙여 역사적 가치가 있다.

## 같이 보기
- 안향 초상 - 국보 제111호

## 참고 문헌
- 곡성도동묘안향영정 - 국가유산청 국가유산포털